# Thibaut Detal
Thibaut Detal (Beauraing, 1 januari 1985) is een Belgisch voetballer die anno 2010 uitkomt voor RUW Ciney. Detal is een middenvelder.

## Carrière
Detal debuteerde in 2002 in eerste klasse bij Sporting Charleroi, de club waar hij sinds 1998 speelde. Daar werd zijn contract in 2008 niet verlengd. Na een jaar zonder club te zitten tekende hij in 2009 voor CS Visé. Een half jaar later verhuisde hij echter al naar RUW Ciney.